# Le Conte de l'aumônier des nonnes

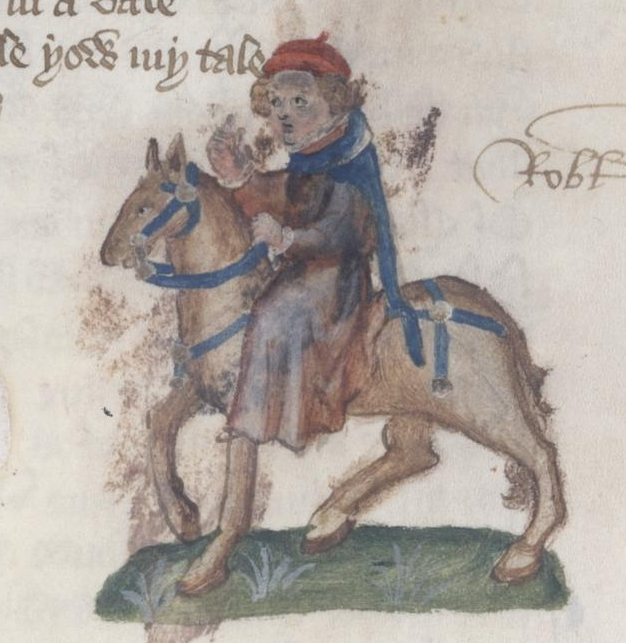
Enluminure de l'Aumônier des nonnes dans le manuscrit Ellesmere.

Le Conte de l'Aumônier des nonnes (The Nonnes Preestes Tale en moyen anglais) est l'un des Contes de Canterbury de Geoffrey Chaucer. Il se situe à la fin du Fragment VII (B2), après le Conte du Moine.

## Résumé
Chanteclair le coq est troublé par un cauchemar. Il explique à son épouse préférée, la poule Pertelote, qu'il a vu sa mort prochaine sous la forme d'un renard. Pertelote le rabroue pour avoir eu peur d'un simple rêve, mais il lui rappelle plusieurs histoires de rêves prémonitoires. Cependant, il décide d'oublier cette histoire.
Un peu plus tard, Chanteclair sort du poulailler et aperçoit, dissimulé parmi les choux, un renard. Celui-ci le flatte, affirmant n'avoir qu'un seul désir : celui de l'entendre chanter. Le coq se prépare à chanter en fermant les yeux et en tendant le cou, mais le renard n'attendait que cette occasion : il le saisit à la gorge et s'enfuit.
Les hommes du village se lancent à la poursuite du renard, et Chanteclair lui suggère de leur crier d'abandonner la poursuite. Le renard suit ce conseil, mais il est à son tour victime de son orgueil, car le coq en profite pour lui échapper.

## Sources et rédaction
La principale source de Chaucer pour le Conte de l'Aumônier des nonnes est une fable de Marie de France, « Le Coq et le Renard », qui lui fournit l'intrigue de base. Il s'inspire également du Roman de Renart et de Renart le Contrefait.

## Analyse
Le Conte de l'Aumônier des nonnes est une fable. Cependant, l'histoire en elle-même occupe une place relativement réduite : près de la moitié du conte est consacrée au débat sur les rêves, et même après l'irruption du renard, l'intrigue est constamment interrompue par des digressions rhétoriques. Chaucer parodie également les genres plus élevés que sont le roman courtois ou le poème épique en appliquant leurs codes au petit monde de la basse-cour.